# Claus Michael Møller
Claus Michael Møller (Hjørring, 3 d'octubre de 1968) va ser un ciclista danès, que fou professional entre 1995 i 2007. Els seus principals èxits esportius foren una victòria a la Volta a Espanya i la classificació final a la Volta a Portugal. Va participar als Jocs Olímpics d'Estiu de 1992.

## Palmarès
- 1992
  - 1r al Gran Premi Midtbank
- 1993
  -  Campió de Dinamarca en contrarellotge
- 1994
  - 1r a la Volta a Zamora i vencedor d'una etapa
  - 1r a la Volta a Extremadura i vencedor d'una etapa
- 1995
  - 1r al Memorial Valenciaga
  - 1r a la Pujada a Gorla
  - Vencedor d'una etapa de la Volta a Extremadura
  - Vencedor d'una etapa a la Volta a Castella i Lleó
- 1999
  - 1r al Trofeu Alcúdia de la Challenge de Mallorca
- 2000
  - 1r a la Volta a l'Alentejo i vencedor d'una etapa
  - Vencedor d'una etapa del Trofeu Joaquim Agostinho
- 2001
  - 1r a la Pujada al Naranco
  - 1r al Gran Premi RLVT i vencedor d'una etapa
  - Vencedor d'una etapa de la Volta a Espanya
- 2002
  - 1r a la Volta a Portugal i vencedor de 2 etapes
- 2003
  - 1r a la Volta a l'Algarve i vencedor d'una etapa
  - Vencedor d'una etapa de la Volta a Portugal
  - Vencedor d'una etapa del Gran Premi Mosqueteiros-Rota do Marquês
- 2005
  - Vencedor d'una etapa de la Volta a Portugal

### Resultats al Giro d'Itàlia
- 1996. 97è de la classificació general
- 1998. 17è de la classificació general

### Resultats al Tour de França
- 2004. 70è de la classificació general

### Resultats a la Volta a Espanya
- 1995. 38è de la classificació general
- 1996. 45è de la classificació general
- 1997. Abandona (13a etapa)
- 1998. 25è de la classificació general
- 2001. 8è de la classificació general i vencedor d'una etapa
- 2002. 12è de la classificació general
- 2003. 33è de la classificació general
- 2004. 80è de la classificació general